# فوجیوارا نو کیمیکو
فوجیوارا نو کیمیکو (انگلیسی: Fujiwara no Kimiko; 1232 – ۶ مارس ۱۳۰۴) کوگو اهل ژاپن بود.